# Lotta nell'astronave
Lotta nell'astronave (O-Solar-Meow) è un film del 1967 diretto da Abe Levitow. È il ventiseiesimo dei 34 cortometraggi animati della serie Tom & Jerry prodotti da Chuck Jones con il suo studio Sib-Tower 12 Productions. Venne distribuito il 24 febbraio del 1967 dalla Metro-Goldwyn-Mayer. Il titolo originale del cortometraggio è un gioco di parole della canzone 'O sole mio.

## Trama
Un satellite di rifornimento arriva a una stazione spaziale e scarica su un nastro trasportatore il cibo, tra cui una forma di formaggio, che viene adocchiata da Jerry, il quale si precipita a prenderla. Il guardiano Tom cerca di fermare il topo utilizzando un gatto meccanico, ma fallisce. Successivamente tenta invano di annientare Jerry con un raggio laser, dopodiché i due animali si inseguono volando con dei jet pack. Quando poi Jerry, indossando un jet pack, sta per appropriarsi della forma di formaggio, Tom lo ferma con un arpione e, minacciandolo con una pistola, lo cattura e lo lancia sulla Luna. Tom, felice, si scatena e spara numerosi proiettili, facendo uscire tutta l'aria contenuta nella stazione spaziale, ma viene obbligato da un astronauta, armato anche lui di pistola, a riparare il danno. Subito dopo viene rivelato che la Luna è composta interamente da formaggio, che Jerry mangia con gusto.